# Darren Daye
Darren Keefe Daye  (Des Moines, Iowa, 30 de noviembre de 1960) es un exjugador estadounidense. Con 2.03 de estatura, jugaba en la posición de alero. Es el padre del también jugador de baloncesto  Austin Daye.

## Equipos
- 1979-1983 UCLA
- 1983-1986 Washington Bullets
- 1985-1986 Chicago Bulls
- 1986-1988 Boston Celtics
- 1988-1992 Victoria Libertas Pesaro
- 1992-1994 Mens Sana Siena
- 1994-1995 Hapoel Galil Elyon
- 1995-1996 Pau-Orthez
- 1996-1997 Maccabi Rishon LeZion